# Alliance Nationale-Démocratique
L'Alliance nationale démocratique (arménien : Ազգային ժողովրդավարական բեւեռ), connue également sous le nom de Bever ou AND, est un mouvement politique opérant en République d'Arménie, ayant également des filiales et des groupes en Europe ainsi qu'aux États-Unis. Elle a été formée par le parti pan-arménien Sasna Tsrer et un certain nombre de personnalités politiques et publiques.

## Position politique

### Évaluation de la situation post indépendance
Depuis l'indépendance retrouvée le 23 septembre 1991 et la chute de l'URSS, la Troisième République d'Arménie a été instaurée et a connu quatre chefs d'État : Levon Ter-Petrossian, Robert Kotcharian, Serge Sarkissian et Nikol Pachinian. Selon l'AND, tous sont arrivés au pouvoir avec l'approbation, voire sous l'influence directe, de Moscou. Il est même affirmé que Levon Ter-Petrossyan aurait été un lieutenant du KGB, selon un document. Ces dirigeants auraient ainsi garanti que l'Arménie reste sous l'influence, voire sous le néocolonialisme, russe, en permettant par exemple à la 102e base militaire russe de continuer à opérer sur le territoire arménien et aux gardes-frontières russes de patrouiller aux frontières de l'Arménie avec la Turquie et l'Iran depuis 1997. De plus, l'Arménie fait partie de la CEI, de l'OTSC et de l'Union économique eurasienne. Les chaînes de télévision russes ou russophones continuent de diffuser, le russe étant de facto la deuxième langue en Arménie.
À travers les chaînes de télévision et d'autres moyens de communication, la propagande russe assurait aux Arméniens du monde entier qu'elle protégeait l'État arménien et la République du Haut-Karabagh de la menace provenant de l'Azerbaïdjan et de la Turquie, dans le cadre des accords bilatéraux et en tant que membre de l'OTSC. Cependant, en 2020, la Russie n'est pas intervenue.

### Conflit avec l'Azerbaïdjan
L'Alliance Nationale-Démocratique ne reconnaît pas la République du Haut-Karabagh en tant qu'État indépendant, la considérant plutôt comme une région (arménien : մարզ, marz) de la République d'Arménie. De plus, l'organisation rejette le drapeau de la République, estimant qu'il est un élément de division entre la région d'Artsakh et la République d'Arménie.
L'AND affirme que les frontières internationalement reconnues de la République d'Arménie ne sont pas celles héritées de la République socialiste soviétique d'Arménie, celle-ci étant des frontières administratives de l'URSS. La République d'Arménie est successeur de la Première République dont les frontières ont été déterminées en 1920 par le Traité de Sèvres sur la base de l'arbitrage rendu par le 28e{{}} président des États-Unis, Woodrow Wilson.
L’Arménie devrait quitter les structures de la CEI, de l’OTSC et de l’Union économique eurasiatique et devenir un allié majeur des États-Unis non-membre de l’OTAN.

## Organisation interne

### Conseil
- Zhirayr Sefilyan — Activiste politique, leader du Parti pan-arménien "Sasna Tsrer", commandant du bataillon spécial de Shushi.
- Ara Papian — Ancien ambassadeur de l'Arménie au Canada, chef du centre de recherche de Science Politique Modus Vivendi.
- Varuzhan Avetisyan — Secrétaire du Parti pan-arménien "Sasna Tsrer", colonel de l'armée arménienne.
- Vahé Gasparyan
- Garéguine Tchugaszyan
- Arthur Ayvazyan
- Armenak Kyureghyan
- Albert Baghdasaryan — Politicien.
- Eghishe Petrosyan — Politicien, musicien, compositeur.
- Karo Eghnoukyan

### Membres
Le 27 mai 2020, l'Alliance a été rejointe par 81 personnalités politiques, publiques et d'autres domaines.